# El último baile
El último baile (The Last Dance en inglés y originalmente) es una serie documental de ámbito deportivo, centrada en la temporada 1997-98 de los Chicago Bulls de la NBA. La miniserie, producida por ESPN fue lanzada el 19 de abril de 2020 y al día siguiente en la plataforma Netflix. Está dirigida por Jason Hehir y consta de 10 capítulos, lanzado dos nuevos episodios semanalmente.

## Argumento
La serie está centrada en la temporada 1997-98 de los Chicago Bulls, en la que sería la última temporada de Michael Jordan en la franquicia de Illinois. Siguiendo el transcurso de la misma, en la que los Bulls consiguieron su sexto anillo, así como el futuro de su plantilla y cuerpo técnico, por la inminente marcha de su estrella la temporada siguiente.
La estructura de la serie sigue dos líneas temporales diferentes, que acaban juntándose. La primera línea temporal comienza durante la pretemporada de la temporada 1997/98, terminando con las finales de esa temporada. Mientras que la segunda línea temporal, comienza con los inicio de Jordan en el instituto y universidad, recorre su carrera en los Bulls, y finalizando al unirse a la primera línea temporal, en 1997.

### Título
El título de la serie documental, hace referencia al nombre que le asignó el entrenador Phil Jackson, a la temporada 1997-98 de los Chicago Bulls. Ya que ésta iba a ser su última temporada como entrenador en Chicago, la catalogó como "The Last Dance" ("el último baile"), en alusión al último recorrido que harían como equipo.

## Entrevistados
A continuación se muestra la lista de los 90 entrevistados para el documental, ordenados por tiempo de aparición en pantalla:
| Entrevistado      | Relación             | Tiempo | Episodios                      | Ep. |
| ----------------- | -------------------- | ------ | ------------------------------ | --- |
| Michael Jordan    |                      | 46:30  | 1, 2, 3, 4, 5, 6, 7, 8, 9 y 10 | 10  |
| Steve Kerr        | Compañero            | 12:25  | 1, 2, 3, 4, 7, 8, 9 y 10       | 8   |
| Phil Jackson      | Entrenador           | 11:46  | 1, 2, 3, 4, 5, 6, 7, 8, 9 y 10 | 10  |
| Scottie Pippen    | Compañero            | 10:26  | 1, 2, 3, 4, 5, 6, 7, 9 y 10    | 9   |
| Jerry Reinsdorf   | Propietario          | 7:01   | 1, 2, 7, 8 y 10                | 5   |
| David Aldridge    | Prensa               | 6:57   | 1, 2, 3, 4, 5, 6, 8, 9 y 10    | 9   |
| Dennis Rodman     | Compañero            | 6:01   | 1, 3, 4, 8 y 10                | 5   |
| BJ Armstrong      | Compañero            | 4:55   | 4, 5, 6, 7 y 8                 | 5   |
| Mark Vancil       | Prensa               | 4:06   | 1, 2, 7, 8 y 10                | 5   |
| Reggie Miller     | Rival                | 3:53   | 8 y 9                          | 2   |
| Michael Wilbon    | Prensa               | 3:50   | 1, 2, 3, 4, 5, 6, 7 y 8        | 8   |
| Andrea Kremer     | Prensa               | 3:23   | 3, 5, 6, 7, 8 y 10             | 6   |
| John Paxson       | Compañero            | 3:09   | 2, 3, 4, 6, 7 y 9              | 6   |
| Sam Smith         | Prensa               | 3:06   | 1, 2, 3, 6 y 7                 | 5   |
| Horace Grant      | Compañero            | 3:03   | 4, 6, 7 y 8                    | 4   |
| Rick Telander     | Prensa               | 2:58   | 1, 2, 4, 5 y 7                 | 5   |
| Ahmad Rashad      | Prensa               | 2:57   | 1, 6, 7, 8 y 9                 | 5   |
| Tim Grover        | Entrenador deportivo | 2:52   | 4, 7, 8 y 9                    | 4   |
| Rod Thorn         | Ejecutivo            | 2:50   | 1, 3 y 5                       | 3   |
| Deloris Jordan    | Familia              | 2:39   | 1, 2, 5, 7, 8 y 9              | 6   |
| Bill Wennington   | Compañero            | 2:33   | 1, 2, 4, 7, 8 y 9              | 6   |
| Doug Collins      | Entrenador           | 2:24   | 3 y 4                          | 2   |
| David Falk        | Agente               | 2:20   | 1, 5 y 8                       | 3   |
| Isiah Thomas      | Rival                | 2:17   | 1, 3, 4 y 5                    | 4   |
| Magic Johnson     | Rival                | 2:15   | 1, 2, 4 y 5                    | 4   |
| Toni Kukoc        | Compañero            | 2:14   | 5 y 7                          | 2   |
| Will Perdue       | Compañero            | 2:13   | 4, 6 y 7                       | 3   |
| Barack Obama      | Político             | 2:11   | 1, 5 y 10                      | 3   |
| J. A. Adande      | Prensa               | 2:02   | 1, 6, 8 y 9                    | 4   |
| George Koehler    | Conductor            | 1:57   | 7, 8 y 9                       | 3   |
| Brian Mcintyre    | Prensa               | 1:53   | 1, 3, 5 y 7                    | 4   |
| Bob Costas        | Prensa               | 1:52   | 1, 5, 7, 9 y 10                | 5   |
| Todd Boyd         | Prensa               | 1:41   | 3, 5, 6 y 8                    | 4   |
| Larry Bird        | Rival                | 1:39   | 2, 5 y 9                       | 3   |
| John Salley       | Rival                | 1:31   | 3 y 4                          | 2   |
| Gary Payton       | Rival                | 1:30   | 3 y 8                          | 2   |
| David Stern       | Comisionado          | 1:22   | 1, 5, 6, 7 y 10                | 5   |
| Ann Kerr          | Madre de Steve Kerr  | 1:21   | 9                              | 1   |
| James Worthy      | Rival                | 1:15   | 1 y 3                          | 2   |
| Joe O’Neil        | Ejecutivo            | 1:12   | 1 y 5                          | 2   |
| Roy Johnson       | Prensa               | 1:10   | 5                              | 1   |
| Chip Schaefer     | Entrenador deportivo | 1:09   | 4, 8 y 10                      | 3   |
| Kobe Bryant       | Rival                | 1:09   | 5                              | 1   |
| Tim Hallam        | Ejecutivo            | 1:08   | 6 y 7                          | 2   |
| Jalen Rose        | Rival                | 1:05   | 9                              | 1   |
| Charley Rosen     | Prensa               | 1:04   | 4 y 7                          | 2   |
| Charles Barkley   | Rival                | 1:02   | 6                              | 1   |
| John Stockton     | Rival                | 1:01   | 9 y 10                         | 2   |
| Roy Williams      | Entrenador           | 00:55  | 1 y 2                          | 2   |
| Tisher Lett       | Esposa de Gus Leti   | 00:55  | 9                              | 1   |
| Willow Bay        | Prensa               | 00:54  | 5 y 10                         | 2   |
| Carmen Electra    | Artista              | 00:52  | 4 y 10                         | 2   |
| Bill Cartwright   | Compañero            | 00:48  | 3, 4, 7 y 9                    | 4   |
| Jud Buechler      | Compañero            | 00:47  | 3, 7 y 8                       | 3   |
| Jim Stack         | Ejecutivo            | 00:46  | 2, 3 y 5                       | 3   |
| Mike Barnett      | Entrenador béisbol   | 00:45  | 7                              | 1   |
| Scott Burrell     | Compañero            | 00:44  | 7                              | 1   |
| Terry Francona    | Entrenador béisbol   | 00:42  | 7                              | 1   |
| Brendan Malone    | Entrenador           | 00:42  | 3                              | 1   |
| Danny Ainge       | Rival                | 00:40  | 2 y 6                          | 2   |
| Howard White      | Empresario           | 00:35  | 5                              | 1   |
| Melissa Isaacson  | Prensa               | 00:31  | 6 y 7                          | 2   |
| Ronnie Martin     | Jugador              | 00:30  | 2                              | 1   |
| Rod Higgins       | Compañero            | 00:29  | 1                              | 1   |
| Glen Rice         | Rival                | 00:29  | 8                              | 1   |
| Patrick Ewing     | Rival                | 00:27  | 1, 6 y 8                       | 3   |
| Ronnie Jordan     | Familia              | 00:27  | 2                              | 1   |
| Hannah Storm      | Prensa               | 00:27  | 4 y 7                          | 2   |
| Steve East        | Ejecutivo            | 00:26  | 2                              | 1   |
| Larry Jordan      | Familia              | 00:25  | 2 y 7                          | 2   |
| Billy Pippen      | Familiar de Pippen   | 00:25  | 2                              | 1   |
| Fred Lynch        | Entrenador           | 00:23  | 2                              | 1   |
| Buzz Peterson     | Entrenador           | 00:21  | 1                              | 1   |
| Sidney Moncrief   | Rival                | 00:20  | 1                              | 1   |
| Nas               | Artista              | 00:19  | 5                              | 1   |
| Ron Harper        | Compañero            | 00:18  | 3                              | 1   |
| John Hefferon     | Médico               | 00:18  | 2                              | 1   |
| Bill Clinton      | Político             | 00:17  | 2                              | 1   |
| Pat Riley         | Entrenador           | 00:17  | 1 y 6                          | 2   |
| Adam Silver       | Comisionado          | 00:17  | 5                              | 1   |
| Marcus Jordan     | Familia              | 00:15  | 10                             | 1   |
| Joe Kleine        | Compañero            | 00:15  | 2                              | 1   |
| Charles Oakley    | Compañero            | 00:15  | 2 y 6                          | 2   |
| Jasmine Jordan    | Familia              | 00:12  | 10                             | 1   |
| Justin Timberlake | Artista              | 00:12  | 5                              | 1   |
| Billy Packer      | Prensa               | 00:11  | 1                              | 1   |
| Ron Coley         | Entrenador           | 00:10  | 2                              | 1   |
| Joe Pytka         | Artista              | 00:10  | 8                              | 1   |
| Kevin Loughery    | Entrenador           | 00:09  | 1                              | 1   |
| Jeffrey Jordan    | Familia              | 00:05  | 10                             | 1   |

## Producción

### Promoción
La miniserie fue anunciada por ESPN en 2018, y el tráiler oficial fue lanzado el 24 de diciembre de 2019.

### Estreno
Originalmente, la productora tenía previsto que los diez capítulos de la serie viesen la luz coincidiendo con los días libres de las Finales de la NBA de 2020 (mediados de junio). Pero debido a la pandemia global por coronavirus decidieron adelantar su emisión a mediados de abril, dos meses antes de lo previsto. Finalmente su estreno se produjo el 19 de abril de 2020 en Estados Unidos y al día siguiente en el resto del mundo. A pesar de que, en el momento de su primera emisión, la producción de los últimos capítulos de la serie no estaba finalizada.
El quinto episodio, estrenado el 3 de mayo de 2020, está dedicado a Kobe Bryant, fallecido en accidente de helicóptero el 26 de enero de ese mismo año.

## Episodios
| N.º | Título                         | Dirigido por | Fecha de emisión original | Fecha de emisión en Netflix | Audiencia (millones) |
| --- | ------------------------------ | ------------ | ------------------------- | --------------------------- | -------------------- |
| 1 | «Episode I» «Episodio I»       | Jason Hehir  | 19 de abril de 2020       | 20 de abril de 2020         | 5.73                 |
| Varios flashbacks relatan la etapa de la universidad de Michael Jordan y sus primeros días de la NBA. Los Bulls hacen un viaje de pretemporada a París en medio de la tensión con el General Manager Jerry Krause. |                                |              |                           |                             |                      |
| 2 | «Episode II» «Episodio II»     | Jason Hehir  | 19 de abril de 2020       | 20 de abril de 2020         | 5.11                 |
| Scottie Pippen emerge como uno de los mejores jugadores de la NBA. Una lesión al comienzo de la segunda temporada de Jordan, siembra la desconfianza en la dirección de los Bulls.                                 |                                |              |                           |                             |                      |
| 3 | «Episode III» «Episodio III»   | Jason Hehir  | 26 de abril de 2020       | 27 de abril de 2020         | 5.24                 |
| La actitud y la energía de Dennis Rodman ayudan al equipo a ganar, pero surgen complicaciones fuera de la cancha. Los Bulls luchan por superar a los Pistons a finales de los 80.                                  |                                |              |                           |                             |                      |
| 4 | «Episode IV» «Episodio IV»     | Jason Hehir  | 26 de abril de 2020       | 27 de abril de 2020         | 4.80                 |
| La filosofía y la conducta de Phil Jackson llevan a los Bulls a un nivel superior. El equipo finalmente supera a Detroit y tiene la oportunidad de ganar su primer título de la NBA.                               |                                |              |                           |                             |                      |
| 5 | «Episode V» «Episodio V»       | Jason Hehir  | 3 de mayo de 2020         | 4 de mayo de 2020           | 4.86                 |
| Tras ganar su segundo anillo, la figura de Jordan crece y su éxito comercial le acompaña hasta las Olimpiadas de 1992. Tras el All-Star de 1998, el equipo encara la fase final de la temporada.                   |                                |              |                           |                             |                      |
| 6 | «Episode VI» «Episodio VI»     | Jason Hehir  | 3 de mayo de 2020         | 4 de mayo de 2020           | 4.39                 |
| Los Bulls disputan su tercera final consecutiva. El equipo descansa antes del inicio de los PlayOffs de 1998, en medio de la presión mediática hacia Jordan por su supuesta adicción al juego.                     |                                |              |                           |                             |                      |
| 7 | «Episode VII» «Episodio VII»   | Jason Hehir  | 10 de mayo de 2020        | 11 de mayo de 2020          | 4.34                 |
| Destrozado por la muerte de su padre y mentalmente exhausto, Michael se retira en 1993 para jugar al béisbol. Los Bulls siguen adelante con Scottie Pippen como jugador franquicia.                                |                                |              |                           |                             |                      |
| 8 | «Episode VIII» «Episodio VIII» | Jason Hehir  | 10 de mayo de 2020        | 11 de mayo de 2020          | 4.10                 |
| El regreso de Jordan da un empujón a los Bulls, a la ciudad de Chicago y a la NBA, pero una derrota en los playoffs de 1995 lo impulsa a trabajar más duro que nunca para volver a la cima.                        |                                |              |                           |                             |                      |
| 9 | «Episode IX» «Episodio IX»     | Jason Hehir  | 17 de mayo de 2020        | 18 de mayo de 2020          | 4.95                 |
| Tras su cuarto título, el primero tras su regreso, los Bulls barren en temporada regular y encaran su quinta final ante Utah Jazz. La rivalidad con Reggie Miller, aflora en las finales de conferencia de 1998.   |                                |              |                           |                             |                      |
| 10 | «Episode X» «Episodio X»       | Jason Hehir  | 17 de mayo de 2020        | 18 de mayo de 2020          | 4.52                 |
| Comienza la sexta final para los Bulls de Jordan, de nuevo ante los Jazz de Stockton y Malone, con la mirada puesta en repetir hazaña y en la disolución del equipo la temporada siguiente.                        |                                |              |                           |                             |                      |

## Recepción

### Crítica
The Last Dance ha recibido críticas muy positivas de parte de la crítica y de la audiencia en general. En el portal de internet Rotten Tomatoes, la película tiene una calificación de 96%, basada en 45 reseñas, con una puntuación de 8.7/10 por parte de la crítica. Por otro lado, la página Metacritic le ha dado a la serie una puntuación de 91 sobre 100, basada en 12 críticas, indicando "aclamación universal".

### Audiencia
Los dos primeros capítulos recibieron una aceptación elevada en Estados Unidos, con 5.6 y 5 millones de espectadores respectivamente en ESPN, con un rating del 2.53/2.25 de audiencia para una televisión por cable. Al contabilizar también el canal ESPN2, la audiencia media se situó en 6.1 millones, convirtiéndose en el documental más visto de la historia de la compañía. Además, en la plataforma Netflix, se convirtió en el segundo documental más visto durante la semana de su estreno.
El tercer y cuarto episodio tuvieron una audiencia en su estreno en Estados Unidos de 5.2 y 4.8 millones de espectadores respectivamente en ESPN, con un rating de audiencia del 2.27 y 2.10.
El quinto y sexto episodio tuvieron una audiencia en su estreno en Estados Unidos de 4.8 y 4.4 millones de espectadores respectivamente en ESPN, con un rating de audiencia del 2.03 y 1.85.
Los episodios séptimo y octavo tuvieron una audiencia en su estreno en Estados Unidos de 4.3 y 4.1 millones de espectadores respectivamente en ESPN, con un rating de audiencia del 1.85 y 1.76.
Los dos últimos episodios obtuvieron una audiencia en su estreno en Estados Unidos de 4.9 y 4.5 millones de espectadores respectivamente en ESPN, con un rating de audiencia del 2.04 y 1.85.
Además de estos datos sobre Estados Unidos, hay que tener en cuenta que, durante muchas semanas, la serie documental fue de las más vistas en Netflix, convirtiéndose en el documental más visto en todo el mundo.

## Premios y nominaciones
| Premio                    | Fecha                                 | Categoría                                                  | Receptor                                                                                                | Resultado | Ref.   |
| ------------------------- | ------------------------------------- | ---------------------------------------------------------- | --- | --------- | ------ |
| Creative Arts Emmy Awards | 72 edición - 14 de septiembre de 2020 | Outstanding Documentary or Nonfiction Series               | Jason Hehir, Michael Tollin, Estee Portnoy, Curtis Polk, Connor Schell, Gregg Winik and Andrew Thompson | Ganador   | [ 17 ] |
| Creative Arts Emmy Awards | 72 edición - 14 de septiembre de 2020 | Outstanding Directing for a Documentary/Nonfiction Program | Jason Hehir (por "Episodio 7")                                                                          | Nominado  | [ 17 ] |
| Creative Arts Emmy Awards | 72 edición - 14 de septiembre de 2020 | Outstanding Picture Editing for a Nonfiction Program       | Chad Beck, Devin Concannon, Abhay Sofsky and Ben Sozanski (por "Episodio 1")                            | Nominado  | [ 17 ] |
| TCA Awards                | 36 edición - 14 de septiembre de 2020 | Outstanding Achievement in News and Information            | The Last Dance                                                                                          | Ganador   | [ 18 ] |